# Кандалакшское лесничество
Кандала́кшское лесничество — находится в пределах Ковдорского района, Терского района и территорий, подчинённые городским поселениям Кандалакша, Апатиты и Полярные Зори, Мурманской области.
В составе лесничества числятся: 2 участковых лесничества. Это — Алакурттинское и Кандалакшское участковые лесничества.
Площадь лесничества составляет — 922179 га, третье по площади в округе.
Рельеф территории лесничества равнинный.

## Адрес головного здания
г. Кандалакша, ул. Советская, 14.

## Участковые лесничества
| № | Название лесничества |
| - | -------------------- |
| 1 | Алакурттинское       |
| 2 | Кандалакшское        |